# ريزاري
ريزاري (Ριζάρι) هي مدينة في بيلا في مقاطعة فوريا إلادا في اليونان.